# Claudio Damiani
Claudio Damiani (San Giovanni Rotondo, 1957) es un poeta italiano. Nació en San Giovanni Rotondo, en el sur de Italia (Puglia) en 1957, aunque a una edad temprana se mudó a Roma, donde todavía vive. Hizo su debut en 1978 en Nuovi Argomenti, la revista dirigida por Pasolini, Moravia y Bertolucci. En la primera mitad de los años 80, fue uno de los fundadores de la revista Braci, donde se propuso un nuevo clasicismo. Inspirado por antiguos poetas latinos y por el Renacimiento italiano, sus temas son principalmente la naturaleza y el cosmos, con una atención secundaria a la investigación científica actual.
En 2013 fundó Viva, una rivista in carne e ossa. Sus poemas han sido traducidos a varios idiomas, en español por Carmen Leonor Ferro, Emilio Coco, Juan Carlos Reche, Jesus Bernal, Chiara De Luca.

## Poesía
Fraturno (Abete, 1987)
La mia casa (Pegaso, 1994)
La miniera  (Fazi, 1997)
Eroi  (Fazi, 2000)
Attorno al fuoco (Avagliano, 2006)
Sognando Li Po (Marietti, 2008)
Poesie (antología 1984-2010 editada por Marco Lodoli, Fazi, 2010)
Il fico sulla fortezza (Fazi, 2012)
Ode al monte Soratte (Fuorilinea, 2015)
Cieli celesti (Fazi, 2016)
La vita comune. Poesie e commenti (con Arnaldo Colasanti) (Melville, 2018)

## Ensayos
Orazio, Arte poetica, con interventi di autori contemporanei (Fazi, 1995)
Le più belle poesie di Trilussa (Mondadori, 2000)
La difficile facilità. Appunti per un laboratorio di poesia (Lantana Editore, 2016)
L'era nuova. Pascoli e i poeti di oggi, (LiberAria Edizioni, 2017)

## Obras traducidas al español
Héroes y otros poemas (Pre-Textos, 2016, Traducción: Carmen Leonor Ferro)